# Armée de terre de la république démocratique du Congo
L'Armée de terre de la république démocratique du Congo, aussi appelée Forces terrestres, est la composante de guerre terrestre et la plus grande branche des Forces armées de la république démocratique du Congo  (FARDC). L'armée de terre a longtemps été confrontée aux diverses milices qui sont nées au sein du pays. Cette faction de l'armée a pour mission de : protéger le territoire national, exécuter les opérations extérieures terrestres impliquant le pays, les services paramilitaires.
L'accord de paix signé en 2002 lance le processus d'unification des anciens groupes rebelles dans une armée nationale, les Forces Terrestres des FARDC, en les réorganisant en plusieurs brigades. Bien que certains progrès aient été réalisés, l'armée reste entravée par la corruption ainsi que par des salaires faibles et peu fréquents, ce qui a conduit les troupes des Forces terrestres à commettre de nombreux crimes contre les civils. Depuis la fin de la deuxième guerre du Congo, l'armée reste engagée avec des dizaines de groupes rebelles armés à travers le pays, notamment dans la province orientale du Nord-Kivu, près de la frontière avec le Rwanda. Il y a également eu de multiples affrontements frontaliers entre les troupes congolaises et l'armée rwandaise. 

## Histoire

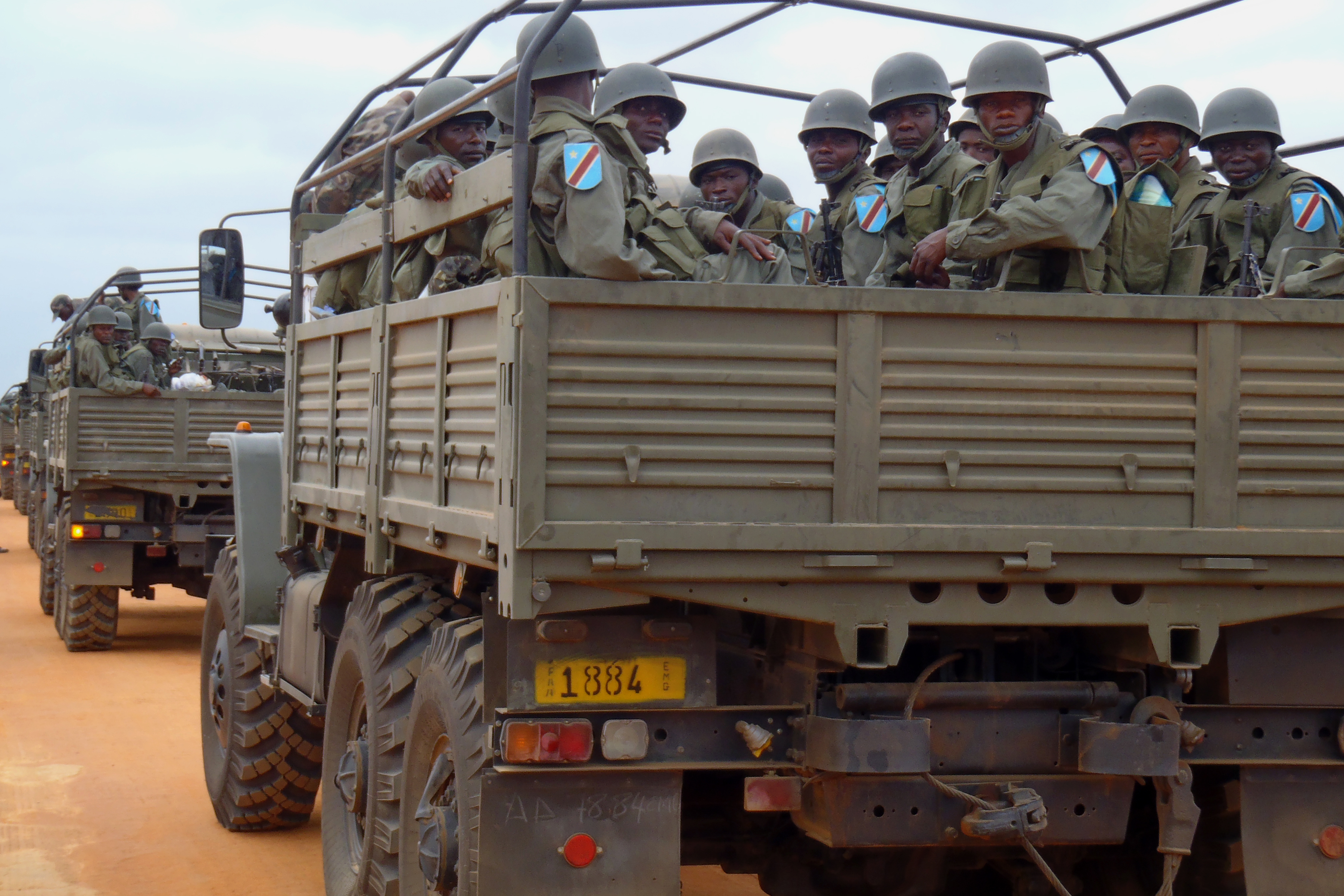
Des troupes congolaises dans des camions Ural-4320 lors des exercices Kwanza-2010 en Angola.

Les Forces terrestres sont constituées d'environ 14 brigades intégrées, composées de combattants de toutes les anciennes factions belligérantes qui ont suivi un processus d'intégration par brassage, et d'un nombre, non connu publiquement, de brigades non intégrées qui restent uniquement composées de factions individuelles (l'Armée nationale congolaise du Rassemblement congolais pour la démocratie (RCD), les anciennes Forces armées congolaises (FAC) de l'ex-gouvernement, le KML de l'ex-RDC, l'ex-Mouvement de libération du Congo, les groupes armés du conflit en Ituri (le Mouvement des révolutionnaires congolais (MRC), les Force de résistance patriotique de l'Ituri (FRPI) et le Front des nationalistes et intégrationnistes (FNI)) et les Maï-Maï)[pas clair][Passage à actualiser].
Il semble qu'à peu près au moment où le décret présidentiel no 03/042 du 18 décembre 2003 a créé la Commission nationale de démobilisation et de réinsertion (CONADER), « tous les ex-combattants ont été officiellement déclarés soldats des FARDC et les brigades des FARDC de l'époque [devaient] rester déployées jusqu'à l'ordre de départ pour le brassage ».
Le plan de réforme adopté en 2005 envisageait la formation de 18 brigades intégrées par le biais du processus de brassage, première des trois étapes. Le processus consiste d'abord en un regroupement, où les combattants sont désarmés. Ensuite, ils sont envoyés dans des centres d'orientation, gérés par la CONADER, où les combattants font le choix de retourner à la société civile ou de rester dans les forces armées. Les combattants qui choisissent la démobilisation reçoivent un premier paiement en espèces de 110 dollars américains. Ceux qui choisissent de rester au sein des FARDC sont ensuite transférés dans l'un des six centres d'intégration pour un cours de formation de 45 jours, qui vise à créer des formations intégrées à partir des combattants de factions auparavant fortement divisées selon des lignes ethniques, politiques et régionales. Les centres sont répartis dans tout le pays, à Kitona, Kamina, Kisangani, Rumangabo et Nyaleke (dans le parc national des Virunga) au Nord-Kivu, et à Luberizi (à la frontière avec le Burundi) au Sud-Kivu. Le processus a connu de graves difficultés en raison de retards de construction, d'erreurs administratives et les nombreux voyages que les anciens combattants doivent effectuer, les centres des trois étapes étant très éloignés les uns des autres. Après les 18 premières brigades intégrées, le deuxième objectif est la formation d'une force de réaction prête à l'emploi de deux à trois brigades, et enfin, d'ici 2010, date à laquelle la MONUC devrait s'être retirée, la création d'une force de défense principale de trois divisions.
En février 2008, le plan de réforme actuel était décrit comme suit : « Le court terme, 2008-2010, verra la mise en place d'une force de réaction rapide ; le moyen terme, 2008-2015, avec une force de couverture ; et enfin le long terme, 2015-2020, avec une force de défense principale. » Il a ajouté que le plan de réforme repose sur un programme de synergie basé sur les quatre piliers que sont la dissuasion, la production, la reconstruction et l'excellence. « La Force de réaction rapide devrait se concentrer sur la dissuasion, à travers une Force de réaction rapide de 12 bataillons, capable d'aider la MONUC à sécuriser l'est du pays et à réaliser les missions constitutionnelles », déclare le ministre de la Défense Chikez Diemu. 
Tant les brigades officiellement intégrées que les unités non intégrées continuent de procéder à des arrestations arbitraires, à des viols, à des pillages et à autres crimes et ces violations des droits de l'homme sont « régulièrement » commises tant par des officiers que par des membres de la base. Les membres de l'armée concluent aussi souvent des accords pour avoir accès aux ressources avec les milices qu'ils sont censés combattre.
Les différentes brigades et autres formations et unités comptent au moins 100 000 miltiaires. Le statut de ces brigades est décrit comme « assez chaotique ». Selon une étude de 2007 sur le désarmement et le rapatriement, « les unités de l'armée qui ne sont pas encore passées par le processus de brassage sont généralement beaucoup plus petites que ce qu'elles devraient être. Certaines brigades non intégrées ne comptent que 500 hommes (et ne sont donc rien de plus qu'un petit bataillon) tandis que certains bataillons n'ont même pas la taille d'une compagnie normale (plus de 100 hommes). »
En 2015, trois cents soldats des forces spéciales des FARDC ont été déployés dans le nord du Katanga pour prévenir les violences interethniques entre les locaux Mbuti et Bantous.

## Armements notables
Il est difficile de dresser une liste des équipements dont disposent les Forces terrestres de la république démocratique du Congo ; la plupart des chiffres sont des estimations peu fiables basées sur des articles connus livrés dans le passé. Le Military Balance 2007 de l'IISS et le Concise World Armies 2005 d'Orbat.com ne donnent cependant que des chiffres légèrement différents (les chiffres ci-dessous sont tirés du Military Balance 2007 de l'IISS). Une grande partie du matériel de l'armée de terre n'est pas opérationnelle en raison d'un entretien insuffisant - en 2002, on estimait que seuls 20 % des véhicules blindés de l'armée de terre étaient en état de marche.
Outre ces chiffres de 2007, il a été signalé en mars 2010 que les Forces terrestres de la république démocratique du Congo avaient commandé à l'Ukraine pour 80 millions de dollars d'équipements militaires, dont 20 chars de combat T-72, 100 camions et diverses armes légères,.
En février 2014, l'Ukraine a révélé qu'elle avait obtenu la première commande d'exportation du char T-64 aux forces terrestres de la RDC pour 50 T-64BV-1.
Lors de la reprise des combats entre les FARDC et les M23 en 2022, il était impossible de connaitre les différentes armes et machines utilisées par l'infanterie. Le matériel utilisé par les soldats se compose comme suit : FN FAL, FN FNC, FN MAG, M16A1/M4A2, IMI Galil, AK-47, AKM-59 et leurs copies dont des Fusils Type 56 chinois et des Misr égyptiens, et Mitrailleuse PKM.

### Chars de combat
| Nom     | Type                  | Quantité | Origine          | Notes |
| ------- | --------------------- | -------- | ---------------- | --- |
| T-55    | Chars de combat       | 32       | Union soviétique | |
| T-64B1M | Chars de combat       | ~20      | Union soviétique | Une commande de 50 T-64 a été envoyée à l’Ukraine mais seulement 20 ont pu être acheminés en RDC. 2 ont été détruits durant la guerre du Kivu. |
| T-72AV  | Chars de combat       | 100      | Union soviétique | Achetés à l'Ukraine début 2010 |
| type 59 | Chars de combat       | 12 à 17  | Chine            | |
| PT-76   | Chars de combat léger | 10       | Union soviétique | |
| type 62 | Chars de combat léger | 30       | Chine            | |

### Véhicules blindés
| Nom           | Type                                    | Quantité | Origine                     | Notes                                                                      |
| ------------- | --------------------------------------- | -------- | --------------------------- | -------------------------------------------------------------------------- |
| AML-60        | Véhicule blindé de reconnaissance       | 17       | France                      | 60 AML-60 et AML-90 ont été achetés d'origine.                             |
| AML-90        | Véhicule blindé de reconnaissance       | 14       | France                      | 60 AML-60 et AML-90 ont été achetés d'origine.                             |
| BMP-1         | Véhicule de combat d'infanterie         | 20       | Union soviétique            | —                                                                          |
| BTR-50        | Véhicule de combat d'infanterie         | 3        | Union soviétique            |                                                                            |
| BTR-60        | Véhicule de transport de troupes        | 30 à 70  | Union soviétique            | —                                                                          |
| MT-LB         | Véhicule de transport de troupes        | 6        | Union soviétique            |                                                                            |
| Panhard M3    | Véhicule de transport de troupes        | 58       | France                      | —                                                                          |
| EE-9 Cascavel | Véhicule blindé de reconnaissance       | 19       | Brésil                      | —                                                                          |
| RAM MK3       | Véhicule blindé de reconnaissance       | 2        | Israël                      | —                                                                          |
| Didgori-II    | Véhicule blindé de reconnaissance       | 12       | Géorgie                     | 10 véhicules de reconnaissance et 2 véhicules d'évacuation médicale        |
| Fahd          | Véhicule blindé de transport de troupes | 7        | Allemagne de l'Ouest Égypte | 20 livrés entre 1988 et 1990                                               |
| CS/VP3        | MRAP                                    | 5        | Chine                       |                                                                            |
| Mbombe 4      | MRAP                                    | 50       | Afrique du Sud              | Entre 30 et 50 véhicules réceptionnés en 2023.                             |
| MCAV-20       | Véhicule blindé tactique                | 30       | Émirats arabes unis         | 30 véhicules réceptionnés vers fin 2022.                                   |
| Hizir         | MRAP                                    | 0(+185)  | Turquie                     | La commande porte sur 185 véhicules et elle devrait débuter vers fin 2024. |

### Artillerie
| Nom                             | Type                       | Quantité | Origine                                     | Notes |
| ------------------------------- | -------------------------- | -------- | ------------------------------------------- | ----- |
| 2S1 Gvozdika                    | Obusier automoteur         | 6        | Union soviétique Ukraine                    |       |
| 2S3 Akatsiya                    | Canon automoteur           | 10       | Union soviétique Ukraine                    |       |
| Obusier 122 mm M1938            | Obusier                    | 77       | Union soviétique Ukraine                    |       |
| Obusier D-30 de 122 mm          | Obusier                    | 77       | Union soviétique                            |       |
| Type 60 obusier de 122 mm       | Obusier                    | 77       | Chine                                       |       |
| Type 59 Obusier 130 mm M1954    | Canon de campagne          | 42       | Union soviétique People's Republic of China |       |
| Type 59-1 Obusier 130 mm M1954  | Canon de campagne          | 42       | Union soviétique People's Republic of China |       |
| Obusier de 152 mm M1955         | Obusier                    | 6        | Union soviétique                            |       |
| Lance-roquette multiple Type 63 | Lance-roquettes multiple   | 12       | Chine                                       |       |
| BM-21 Grad                      | Lances roquettes multiples | 24       | Union soviétique Ukraine                    | —     |
| BM-27 Ouragan                   | Lances roquettes multiples | 30       | Russie                                      | —     |
| RM-51                           | Lances roquettes multiples | 6        | Tchécoslovaquie                             | —     |
| RM-70                           | Lances roquettes multiples | n.c      | Tchécoslovaquie                             | —     |
| Type 82                         | Lance-roquettes multiple   | 12       | Chine                                       |       |

### Défense anti-aérienne
| Nom           | Type                             | Quantité | Origine          | Notes |
| ------------- | -------------------------------- | -------- | ---------------- | ----- |
| 9K32 Strela-2 | Missile Sol-Air de courte portée | ?        | Union soviétique | —     |
| M1939 37 mm   | Canon anti-aérien                | 52       | Union soviétique | —     |
| ZPU-2/4?      | Canon anti-aérien                | 12       | Union soviétique | —     |